# Ophiophrixus acanthinus
Ophiophrixus acanthinus är en ormstjärneart som beskrevs av Hubert Lyman Clark 1911. Ophiophrixus acanthinus ingår i släktet Ophiophrixus och familjen skinnormstjärnor. Inga underarter finns listade i Catalogue of Life.